# Jari Huttunen

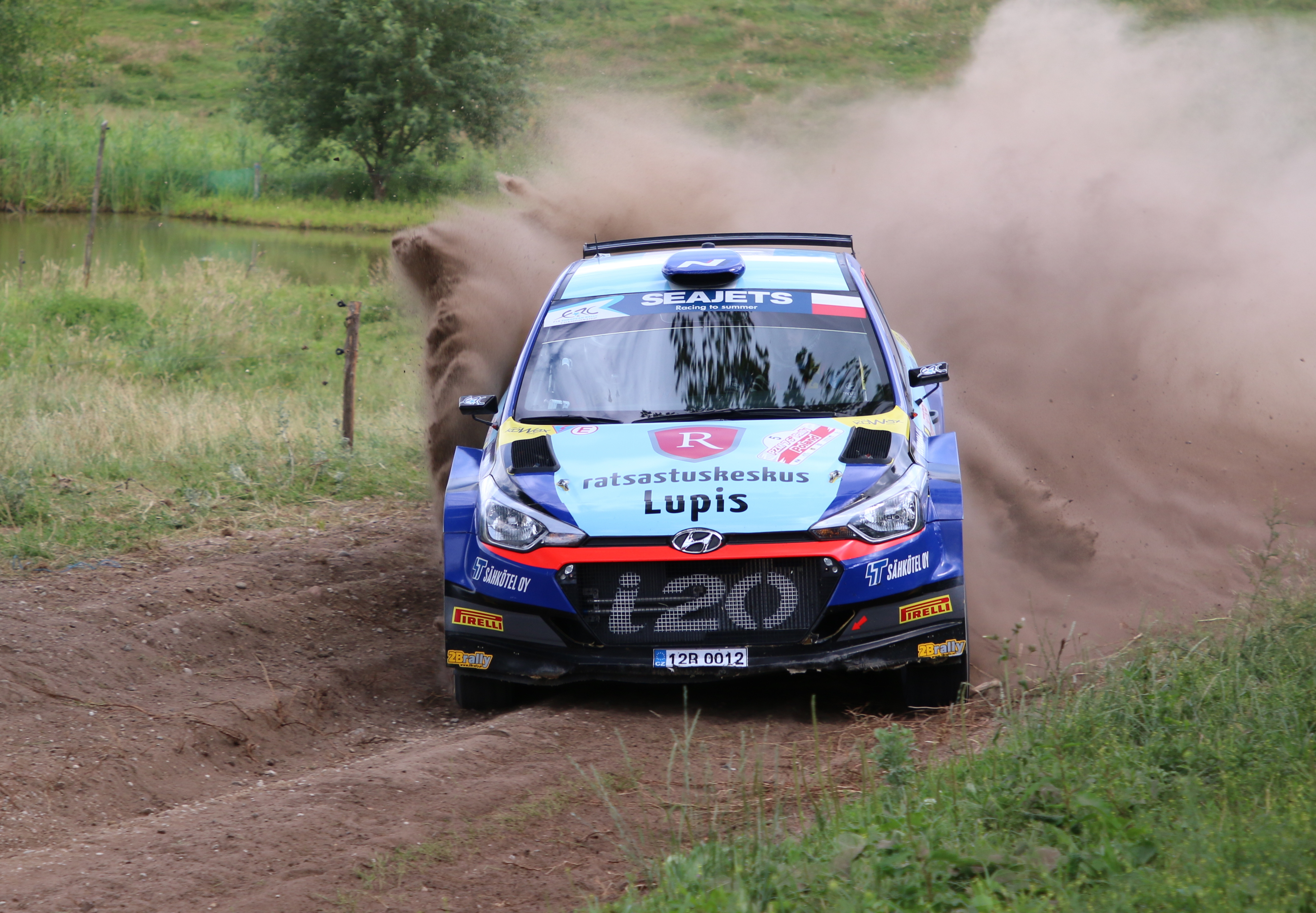
Jari Huttunen podczas Rajdu Polski 2019

Jari Huttunen (ur. 28 lutego 1994 w Kiuruvesi w Finlandii) – fiński kierowca rajdowy, rajdowy mistrz Polski w roku 2020.
Karierę w sportach rajdowych zaczął w roku 2013 na fińskich trasach. W rajdach WRC zadebiutował w roku 2015 w Rajdzie Finlandii. W sezonie 2017 startował w Rajdowych mistrzostwach Europy i zajął w końcowej klasyfikacji trzecie miejsce w kategorii ERC3. W sezonie 2018 w ekipie Hyundai Motorsport startował w rajdach WRC zajmując ostatecznie ósme miejsce w kategrii WRC 2. W roku 2020 w rajdowych mistrzostwach Polski po wygraniu dwóch rajdów i zajęciu jednego drugiego miejsca został mistrzem Polski. Uczynił to jako trzeci obcokrajowiec z kolei.